# Lista de montanhas, picos e colinas de Hong Kong
A seguinte lista refere-se às montanhas, picos e colinas de Hong Kong::

## Picos mais altos de Hong Kong
1. Tai Mo Shan - 958 m, Tsuen Wan
2. Lantau Peak (Fung Wong Shan) - 934 m, na Ilha de Lantau
3. Sunset Peak (Tai Tung Shan) - 869 m, na Ilha de Lantau
4. Sze Fong Shan - 785 m
5. Wo Yang Shan - 771 m
6. Lin Fa Shan - 766 m, na Ilha de Lantau
7. Nei Lak Shan - 751 m, na Ilha de Lantau
8. Yi Tung Shan - 747 m, na Ilha de Lantau
9. Ma On Shan - 702 m
10. The Hunch Backs (Ngau Ngak Shan) - 674 m
11. Grassy Hill - 647 m
12. Wong Leng - 639 m
13. Buffalo Hill - 606 m
14. West Buffalo Hill - 604 m
15. Kowloon Peak (Fei Ngo Shan) - 602 m
16. Shun Yeung Fung - 591 m
17. Tiu Shau Ngam - 588 m
18. Kai Kung Leng - 585 m
19. Castle Peak - 583 m
20. Lin Fa Shan, Tsuen Wan - 578 m
21. Tate's Cairn (Tai Lo Shan) - 577 m[1][2]
22. Kai Kung Leng - 572 m
23. Tai To Yan - 566 m
24. Victoria Peak - 552 m, na Ilha de Hong Kong
25. Lai Pek Shan - 550 m
26. Chung Li Fung - 550 m
27. Kau Nga Ling - 548 m, na Ilha de Lantau
28. Kwun Yam Shan - 546 m
29. Tung Shan - 544 m
30. Kao Lao Fung - 541 m
31. Shek Nga Shan - 540 m
32. Pyramid Hill (Tai Kam Chung) - 536 m
33. Tung Yeung Shan - 533 m
34. Needle Hill (Cham Shan) - 532 m
35. Mount Parker - 532 m
36. Po To Yan - 529 m, na Ilha de Lantau
37. Fu Tung Pit - 515 m
38. Hsien Ku Fung -  511 m
39. Sheung Tsz Fung - 511 m
40. Choi Wo Fung - 511 m
41. Tsao Kau Fung - 511 m
42. Kuai Li Fung - 511 m
43. Pak Tai To Yan - 509 m
44. Kau Keng Shan - 507 m
45. Tai Leng Tung - 503 m
46. Mount Kellett - 501 m, na Ilha de Hong Kong
47. Lion Rock - 495 m
48. High West - 494 m
49. Sze Tse Tau Shan - 494 m, na Ilha de Lantau
50. Robin's Nest (Hung Fa Leng) - 492 m
51. Ling Wui Shan - 490m, na Ilha de Lantau
52. Hung Fa Chai - 489 m
53. Temple Hill (Tsz Wan Shan) - 488 m
54. Kwai Tau Leng - 486 m
55. Por Kai Shan - 482 m
56. Shek Uk Shan - 481 m
57. Muk Yue Shan - 479 m, na Ilha de Lantau
58. Mount Gough - 479 m
59. Shek Lung Kung - 473 m
60. Sharp Peak (Nam She Tsim) - 468 m
61. Tai Hom Sham - 466 m
62. Lo Fu Tau - 465 m
63. Tin Fu Tsai Shan - 461 m
64. Keung Shan - 459 m, na Ilha de Lantau
65. Beacon Hill - 457 m
66. Ngam Tau Shan - 451 m
67. Cheung Shan - 449 m, na Ilha de Lantau
68. Cheung Yan Shan - 443 m, na Ilha de Lantau
69. Cloudy Hill (Kau Lung Hang Shan) - 440 m
70. Mount Cameron - 439 m
71. Unicorn Ridge - 437 m
72. Mount Butler - 436 m, na Ilha de Hong Kong
73. Kwun Yam Shan - 434,  na Ilha de Lantau
74. Violet Hill (pico) (Tsz Lo Lan Shan) - 433 m, na Ilha de Hong Kong
75. Jardine's Lookout - 433 m, na Ilha de Hong Kong
76. Razor Hill (Che Kwn Shan) - 432 m
77. Mount Nicholson - 430 m, on na Ilha de Hong Kong
78. Sham Hang Lek - 430 m, na Ilha de Lantau
79. Middle Kau Nga Ling - 428 m, na Ilha de Lantau
80. Siu Ma Shan - 424 m, on na Ilha de Hong Kong
81. Ngau Yee Shek Shan - 422 m
82. Tai Sheung Tok - 419 m
83. Tiu Tang Lung - 416 m
84. Tai Cham Koi - 408 m
85. Luk Shan - 407 m
86. Kai Kung Shan - 399 m
87. Kau To Shan (Cove Hill) - 399 m
88. Nui Po Shan - 399 m
89. Tsim Mei Fung - 395 m
90. Gon Shan - 394m
91. Fa Mei Shan - 391 m
92. Wa Mei Shan - 391 m
93. The Twins South - 386 m, na Ilha de Hong Kong
94. Lui Ta Shek - 379 m
95. Lau Fa Tung - 378 m, na Ilha de Lantau
96. Yuen Tau Shan - 375 m
97. Nga Ying Shan - 374 m, na Ilha de Lantau
98. Kai Kung Shan - 374 m
99. Mount Hallowers (Tam Chai Shan) - 372 m
100. Tai Mun Shan - 370 m
101. Golden Hill (Kam Sham) - 369 m
102. Fan Kei Tok - 369 m
103. Tin Mei Shan - 366 m
104. The Twins North - 363 m, na Ilha de Lantau
105. Bird's Hill (Lung Shan) - 360 m
106. Cham Tin Shan - 356 m
107. Mount Stenhouse (Shan Tel Tong) - 353 m, na Ilha de Lamma
108. Mount Collinson - 348 m, na Ilha de Hong Kong
109. Hebe Hill (Tsim Fung Shan) - 346 m
110. High Junk Peak (Tiu Yue Yung) - 344 m
111. Cheung Lin Shan - 344 m, na Ilha de Hong Kong
112. Shek Sze Shan - 340 m, na Ilha de Lantau
113. Tsim Fung Shan - 339 m, na Ilha de Lantau
114. Smuggler's Ridge - 337 m
115. Tai Lo Tin - 337 m
116. Tsing Yi Peak (Sam Chi Heung) - 334 m, na Ilha de Tsing Yi
117. D'Aguilar Peak (Hok Tsui Shan) - 325 m
118. Wo Liu Tun - 324 m, na Ilha de Lantau
119. Sze Shan - 322 m, na Ilha de Lantau
120. Tai Tun - 317 m
121. Sai Wan Shan - 314 m
122. Pottinger Peak - 312 m, na Ilha de Hong Kong
123. Kwai Au Shan - 312 m
124. Wang Leng - 311 m
125. Eagle's Nest (Tsim Shan) - 305 m
126. Black Hill - 304 m
127. Kwun Yam Tung - 304 m
128. Lo Yan Shan - 303 m, na Ilha de Lantau
129. Tai Che Tung - 302 m, na Ilha de Lantau
130. Tap Chai Shan - 302 m, na Ilha de Lantau